# 布洛斯韋爾 (紐約州)
布洛斯韋爾（英語：Blossvale）是位於美國紐約州奧奈達縣的非建制地區。

## 歷史
布洛斯韋爾的郵局自1852年營運至今。

## 地理
布洛斯韋爾所處的海拔為高於海平面128米（即420英呎），而該地所採用的時區為UTC-5，即北美东部时区（EST）。同時該地設有夏令時間，為UTC-5調快一小時，即UTC-4（EDT）。